# Kostel svatého Martina (Budkov)
Kostel svatého Martina je farní kostel v římskokatolické farnosti Budkov, nachází se nedaleko zámku Budkov při hřbitovu s kaplemi sv. Jana a sv. Pavla v centru obce Budkov. Kostel je barokní jednolodní stavbou s čtyřbokou věží v čele stavby. Kostel je chráněn jako kulturní památka České republiky.
Součástí kostela je barokní cibulovitá kupole, kostel je žlutě omítnut. Před vchodem do kostela se nachází barokní schodiště se sochami svatého Jana Nepomuckého a svatého Jana Sarkandera, v kostele se pak nachází hrobka Berchtoldů, součástí věže jsou dva zvony (sv. Martin a sv. Anna) z roků 1489 a 1655.
V kapli na hřbitově je uložena hrobka Salmů.

## Historie
Kostel stál v Budkově snad již od 14. století, vysvěcen pak byl až v roce 1507 a to svatému Martinovi. Věž pak byla postavena v roce 1729, mezi lety 1743 a 1745 pak byl kostel rekonstruován a přestavěn do dnešní barokní podoby. V letech 1720 až 1740 byla postavena kaple na hřbitově. Zvony nebyly ani při jedné ze světových válek rekvírovány, snad kvůli vlivu tehdejších Budkovských pánů. V roce 1954 zvon sv. Martin pukl a tak v roce 1955 však došlo k jeho opravě a novému vyzvednutí na věž. V srpnu 2015 byly rekonstruovány oba zvony na věži.  V roce 2011 také došlo k opravě varhan v kostele. V roce 2021 byly pověšeny dva nové zvony do kostelní věže.
Dne 1. července 1953 byl v kostele sv. Martina pokřtěn litoměřický biskup Pavel Posád.